# Hellemmes-Lille
Hellemmes-Lille (vaak kortweg Hellemmes) (Nederlands: Hellem) is een plaats en deelgemeente (commune associée) in het Franse departement Nord, verbonden aan de gemeente Rijsel. Hellemmes ligt ten oosten van de stadskern, richting Villeneuve-d'Ascq. In 1977 werd Hellemmes een commune associée van Rijsel.

## Geschiedenis
Een oude vermelding van de plaats dateert uit 1174. Het plaatsje was eeuwenlang een dorpje aan de poorten van Rijsel. Meermaals raakte het vernield door oorlogen en belegeringen van deze stad. In 1827 telde de gemeente 610 inwoners, vooral landbouwers. De volgende eeuw maakte de landbouw echter plaats voor industrie en de bevolking groeide aan tot 18.000 inwoners in de 20ste eeuw. Ook in de Tweede Wereldoorlog raakte de plaats vernield door geallieerde bombardementen.

## Bezienswaardigheden
- De Église Saint-Denis

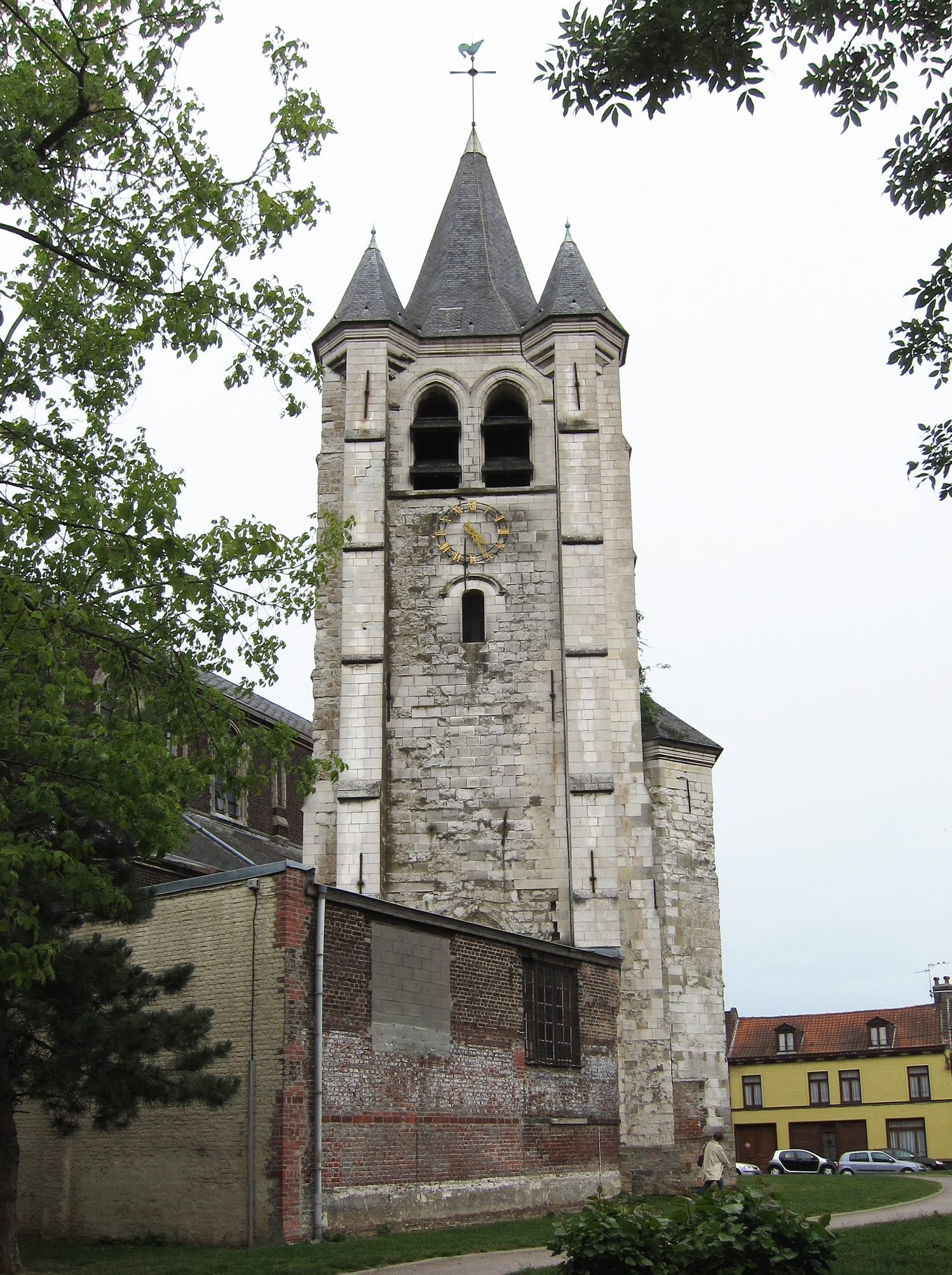
Église Saint-Denis

- Op de gemeentelijke begraafplaats van Hellemmes-Lille bevinden zich ruim 20 Britse oorlogsgraven uit de Tweede Wereldoorlog.

## Verkeer en vervoer
Hellemmes telt 2 haltes aan de Metro van Rijsel, station Lezennes en Hellemmes.